# Bahnhof Auer

Der Bahnhof Auer (italienisch Stazione di Ora) befindet sich an der Brennerbahn im Süden Südtirols und ist die wichtigste Bahnstation im Unterland.

## Lage
Der Bahnhof Auer liegt auf 223 m Höhe links der Etsch im Talboden des Unterlands nördlich vom Aurer Ortszentrum, mit dem er durch die Bahnhofstraße verbunden ist. Südlich schließt ein Gewerbegebiet an. Auer stellt als Kreuzungspunkt der SS 12 mit der SS 48 sowie durch seine Nähe zur Ausfahrt Neumarkt-Auer-Tramin der A22 generell einen wichtigen Verkehrsknotenpunkt dar. 

## Geschichte
Der Bahnhof Auer wurde am 16. Mai 1859 gleichzeitig mit der Fertigstellung des Abschnitts Bozen–Trient der durch das Etschtal führenden Brennerbahn eröffnet. 1917 wurde in unmittelbarer Nachbarschaft der Ausgangsbahnhof der 1963 aufgelassenen Fleimstalbahn in Betrieb genommen, was zum einen die strategische Bedeutung des Bahnhofs weiter stärkte und zum anderen eine Bahnverbindung in die Ortsmitte herstellte. Im Zweiten Weltkrieg wurde der Bahnhof bombardiert und dabei das von Ernst Hranatsch ausgeführte Aufnahmsgebäude zerstört.
1947 erfolgte der Wiederaufbau des Aufnahmsgebäudes in veränderter Form nach Plänen von Roberto Narducci. In den 1980er Jahren wurden Bahnsteigüberdachungen und eine Unterführung gebaut, nach 2000 umfangreiche Umgestaltungsmaßnahmen um das Gebäude durchgeführt und ein weiträumiges P+R-Gelände geschaffen.

## Baulichkeiten
Das Aufnahmsgebäude des Bahnhofs Auer ist stilistisch an die rationalistische Architektur der Ferrovie dello Stato Italiane aus der Zeit des Faschismus angelehnt. Der zweigeschoßige Diensttrakt ist durch einen eingeschoßigen Anbau und eine gleisseitige Loggia ergänzt. Das dreiteilige Portal ist in Bozner Quarzporphy gefasst; die Hausecken, Sockel und Loggiastützen sind mit groben Porphyrsockeln gestaltet. Im Umfeld des Bahnhofs existieren zwei Lagergebäude.

## Funktion
Der Bahnhof Auer ist betriebstechnisch seit 2004 nur noch eine Haltestelle, Gleis 1 samt dem ehemaligen Hausbahnsteig wurden damals aufgelassen. Bedient wird die Station durch Regionalzüge der Trenitalia sowie der SAD Nahverkehr. Durch seine gute Anbindung für den Individualverkehr und den öffentlichen Nahverkehr hat der Bahnhof Auer eine zentrale Funktion für das Einzugsgebiet Unterland und Fleimstal inne.